# 根室振興局
| 根室振興局 管内のデータ    | |
|                            | |
| 自治体コード               | 01690-0 |
| 発足                       | 2010年4月1日 （根室支庁から改組）                                                                           |
| 面積                       | 8,499.49 km² （2024年10月1日。北方領土を含む。）                                                            |
| 世帯数                     | 34,719世帯 （2024年1月1日 住民基本台帳。北方領土を除く。）                                                  |
| 総人口                     | 67,608人 （2025年2月28日 住民基本台帳。北方領土を除く。）                                                   |
| 隣接している 振興局管内    | 釧路総合振興局（根室市、別海町、中標津町で接する） オホーツク総合振興局（羅臼町、標津町、中標津町で接する） |
| 根室振興局（旧・根室支庁） | |
| 所在地                     | 〒087-8588 根室市常盤町3丁目28                                                                              |
| 外部リンク                 | 根室振興局                                                                                                  |
| 表 話 編 歴                | |

根室振興局（ねむろしんこうきょく）は、北海道の振興局のひとつ。振興局所在地は根室市。2010年（平成22年）4月1日、根室支庁に代わって発足した。

## 概要

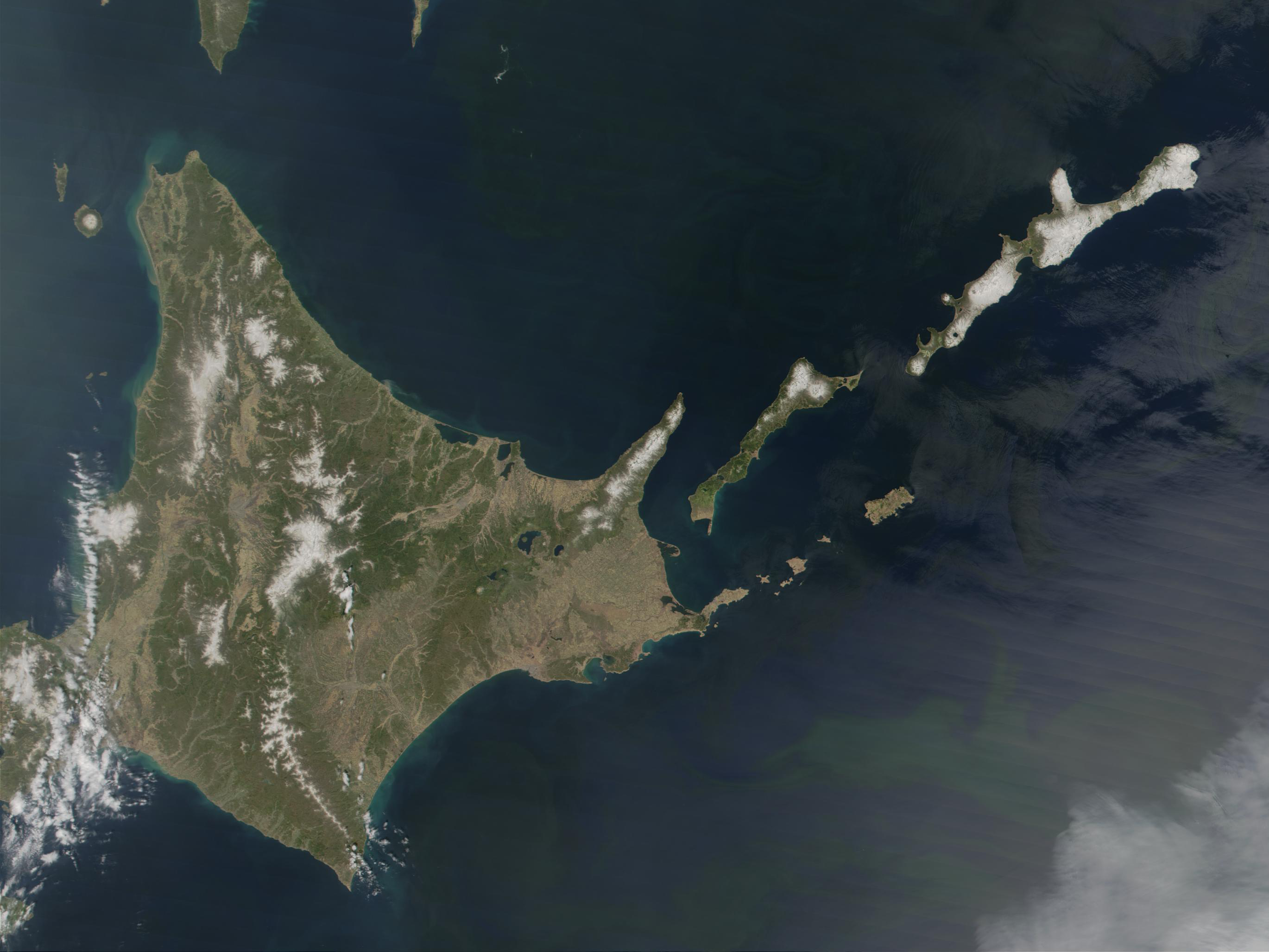
北海道と北方四島（ロシア名・南クリル諸島）の衛星写真

本支庁に含まれる歯舞諸島・色丹島・国後島・択捉島の領有権に関する詳細は北方領土の項目を参照。

## 地理

### 位置
北海道の最東端に位置し、根室海峡、太平洋に接する。
- 北部は知床半島、南部は根室半島が東に向かって伸びる。
- 北部は知床連峰が知床半島に向かって東西に連なり、オホーツク総合振興局（旧網走支庁）との境界をなす。
- 中部は根釧台地と呼ばれる丘陵が広がり、大酪農地帯となっている。
- 南部は平坦な地形。
- 西で釧路総合振興局（旧釧路支庁）と接する。
- 北海道本島から根室海峡を挟んで東に歯舞群島、色丹島、国後島、択捉島の北方地域（北方領土、北方四島）がある。択捉島から択捉水道を挟んで、ロシアが実効支配する得撫島と接する。

### 地域

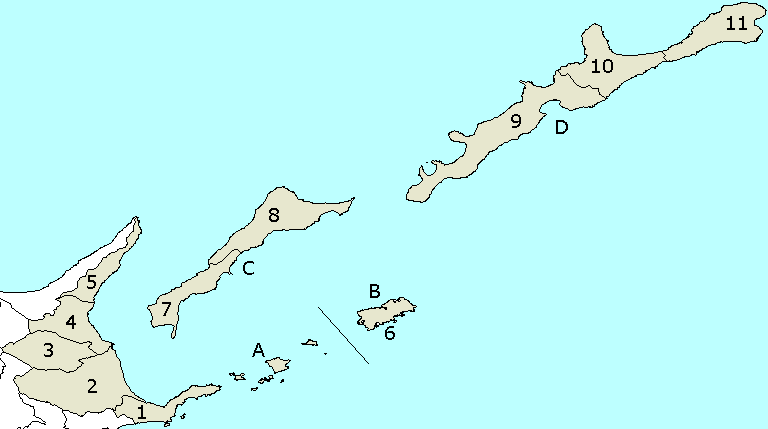
根室振興局の市町村（北方領土）
6. 色丹村7. 泊村8. 留夜別村9. 留別村10. 紗那村11. 蘂取村
A.歯舞群島B. 色丹島C. 国後島D. 択捉島

{{{annotations}}}
根室国
- 根室市
- 野付郡：別海町
- 標津郡：中標津町 - 標津町
- 目梨郡：羅臼町

千島国
- 色丹郡：色丹村
- 国後郡：泊村 - 留夜別村
- 択捉郡：留別村
- 紗那郡：紗那村
- 蘂取郡：蘂取村

2024年（令和6年）現在、根室市の一部（旧歯舞村のうち歯舞群島）、色丹郡、国後郡、択捉郡、紗那郡、蘂取郡はロシア連邦が占領・実効支配中。
なお、根室支庁時代に所轄区域とされていた得撫郡・新知郡・占守郡は、根室振興局では含まれていない。

#### 都市圏
都市雇用圏（10% 通勤圏）の変遷
以下は、根室振興局管内における都市雇用圏（10% 通勤圏、中心都市の DID 人口が1万人以上）の変遷である。一般的な都市圏の定義については都市圏を参照のこと。
- 10% 通勤圏に入っていない自治体は、各統計年の欄で灰色かつ「-」で示す。

| 自治体 ('80) | 1980年                  | 1990年                | 1995年                  | 2000年                | 2005年                  | 2010年                | 自治体 （現在） |
| ------------ | ----------------------- | --------------------- | ----------------------- | --------------------- | ----------------------- | --------------------- | --------------- |
| 根室市       | 根室 都市圏 4万2880人   | 根室 都市圏 3万6912人 | 根室 都市圏 3万4934人   | 根室 都市圏 3万3150人 | 根室 都市圏 3万1202人   | 根室 都市圏 2万9201人 | 根室市          |
| 別海町       | -                       | -                     | -                       | -                     | -                       | -                     | 別海町          |
| 中標津町     | 中標津 都市圏 2万1187人 | -                     | 中標津 都市圏 2万2326人 | -                     | 中標津 都市圏 2万3792人 | -                     | 中標津町        |
| 標津町       | -                       | -                     | -                       | -                     | -                       | -                     | 標津町          |
| 羅臼町       | -                       | -                     | -                       | -                     | -                       | -                     | 羅臼町          |

### 人口

#### 人口変遷
| |                                            |  |
| 根室振興局と全国の年齢別人口分布（2005年） | 根室振興局の年齢・男女別人口分布（2005年） |  |
| ■紫色 ― 根室振興局 ■緑色 ― 日本全国 | ■青色 ― 男性 ■赤色 ― 女性                  |  |
| 根室振興局（に相当する地域）の人口の推移 \| 1970年（昭和45年） \| 97,513人 \| \| \| 1975年（昭和50年） \| 98,854人 \| \| \| 1980年（昭和55年） \| 99,131人 \| \| \| 1985年（昭和60年） \| 96,525人 \| \| \| 1990年（平成2年） \| 92,224人 \| \| \| 1995年（平成7年） \| 89,367人 \| \| \| 2000年（平成12年） \| 86,493人 \| \| \| 2005年（平成17年） \| 84,057人 \| \| \| 2010年（平成22年） \| 80,569人 \| \| \| 2015年（平成27年） \| 76,621人 \| \| \| 2020年（令和2年） \| 71,771人 \| \| |                                            |  |
| 総務省統計局 国勢調査より |                                            |  |
| 1970年（昭和45年） | 97,513人                                   |  |
| 1975年（昭和50年） | 98,854人                                   |  |
| 1980年（昭和55年） | 99,131人                                   |  |
| 1985年（昭和60年） | 96,525人                                   |  |
| 1990年（平成2年） | 92,224人                                   |  |
| 1995年（平成7年） | 89,367人                                   |  |
| 2000年（平成12年） | 86,493人                                   |  |
| 2005年（平成17年） | 84,057人                                   |  |
| 2010年（平成22年） | 80,569人                                   |  |
| 2015年（平成27年） | 76,621人                                   |  |
| 2020年（令和2年） | 71,771人                                   |  |

## 歴史
藩政時代や支庁制施行よりも前の歴史については、「根室国」、「千島国」をそれぞれ参照。

### 近代
明治
- 1871年（明治4年）5月設置の「根室出張開拓支庁」(翌1872年（明治5年）9月「根室支庁」に改称)、および1886年（明治19年）1月26日根室県廃止により同区域を管轄するべく北海道庁に置かれた「根室支庁」が先だって存在するが、これは本項の根室支庁とは別物である。
- 1897年（明治30年）11月5日 - 支庁制度が導入され、根室支庁が成立する。
  - 千島国が根室支庁と紗那支庁に分けられた背景は、1879年（明治12年）の郡区編成での郡役所管轄範囲を引き継いだことによる。
- 1900年（明治33年）7月1日 - 一級町村制施行により、管内最初の町である根室町が成立する。
- 1903年（明治36年）12月 - 紗那支庁を編入合併する。

大正
- 1923年（大正12年）4月1日 - 二級町村施行により、支庁内に行政権を持つ9村（別海村、標津村、植別村、泊村、留夜別村、斜古丹村、紗那村、留別村、蘂取村）が成立する。
- 1924年（大正14年） - 標津一帯で農地の開発が行われて大規模な入植が始まる。昭和初期まで3回にわたり4000戸が移住してきたが農業に適しないことが判明し、後に主穀主義から主畜主義への転換が図られた[1]。

### 近現代
昭和
- 1945年（昭和20年）8月18日 - 管内の占守郡にソ連軍が上陸し、占守島の戦い勃発。以降、庁内郡村にソ連軍が相次いで侵攻する。
- 1948年（昭和23年）10月20日 - 地方自治法の施行に基づき支庁は都道府県が条例で任意に設置する総合出先機関となり、北海道支庁設置条例（昭和23年9月27日条例第44号）が施行される（条例で野付郡、標津郡、目梨郡、国後郡、色丹郡、択捉郡、紗那郡、蘂取郡、得撫郡、新知郡、占守郡を所轄区域とする。ただし、国後郡、色丹郡、択捉郡、紗那郡、蘂取郡、得撫郡、新知郡及び占守郡については当分の間これを適用しないと規定されていた）[2]。
- 1957年（昭和32年）8月1日 - 庁内最初の市である、根室市が成立する。

### 現代
平成
- 2008年（平成20年）6月28日 - 北海道議会において、14支庁を9地域に再編し、名称を支庁から地域振興局に改める旨の条例案が可決する。
  - 「根室支庁は釧路支庁に編入される（根室地域振興局は道東総合振興局の下に置く）」という内容であった。
- 2009年（平成21年）3月31日 - 編入対象となった5支庁所属市町村の反発を受け、北海道議会で条例の改正案が可決する。
  - 振興局と総合振興局を同等（地方自治法上の支庁）とし、「広域で所管することが望ましい業務」は所掌担当を拡大する。
  - 特に反発が強い根室には、「北方領土返還運動に関する事務」を本庁から根室振興局へ全面的に移すことなどを道が提案される。
- 2010年（平成22年）4月1日 - 根室支庁が廃止され、根室振興局が発足する。

## 政治

### 所管
従来の根室支庁と同一である。
14支庁を9総合振興局・5振興局へ再編する北海道総合振興局設置条例では、釧路支庁より改組される道東総合振興局（どうとうそうごうしんこうきょく）の下部組織として設置される予定であったが、「格下げ」に対する反発が生じたことから2009年（平成21年）3月に条例を改正。根室を始めとする5振興局については、総合振興局と同等の地位（地方自治法上の支庁）とされる一方で、「広域で所管することが望ましい業務」に関しては、隣接する釧路総合振興局が根室振興局の管内においても事務に当たることが出来るものとされた。
なお、北海道庁では、本庁で行っている北方領土返還運動に関する業務を根室振興局へ全面的に移管することを提案している。

### 部局
根室振興局（管轄市町村1市4町）
- 振興局直轄 （総務課、税務課）
- 地域創生部 （地域政策課、北方領土対策課）
- 保健環境部 （社会福祉課（子ども子育て支援室）、環境生活課）
  - 保健行政室 （企画総務課、健康推進課、生活衛生課）
  - 中標津地域保健室 （企画総務課、健康推進課、生活衛生課）
  - 中標津社会福祉事務出張所
- 産業振興部 （商工労働観光課、農務課、農村振興課、林務課、水産課、建設指導課）
  - 根室農業改良普及センター
    - 北根室支所
- 根室地区水産技術普及所
  - 標津支所
    - 森林室
- 北海道根室保健所 （企画総務課、健康推進課、生活衛生課）　*保健環境部に併置
- 北海道中標津保健所 （企画総務課、健康推進課、生活衛生課）　*保健環境部中標津地域保健室に併置
- 北海道根室家畜保健衛生所 （指導課、予防課、BSE検査室）

## 交通

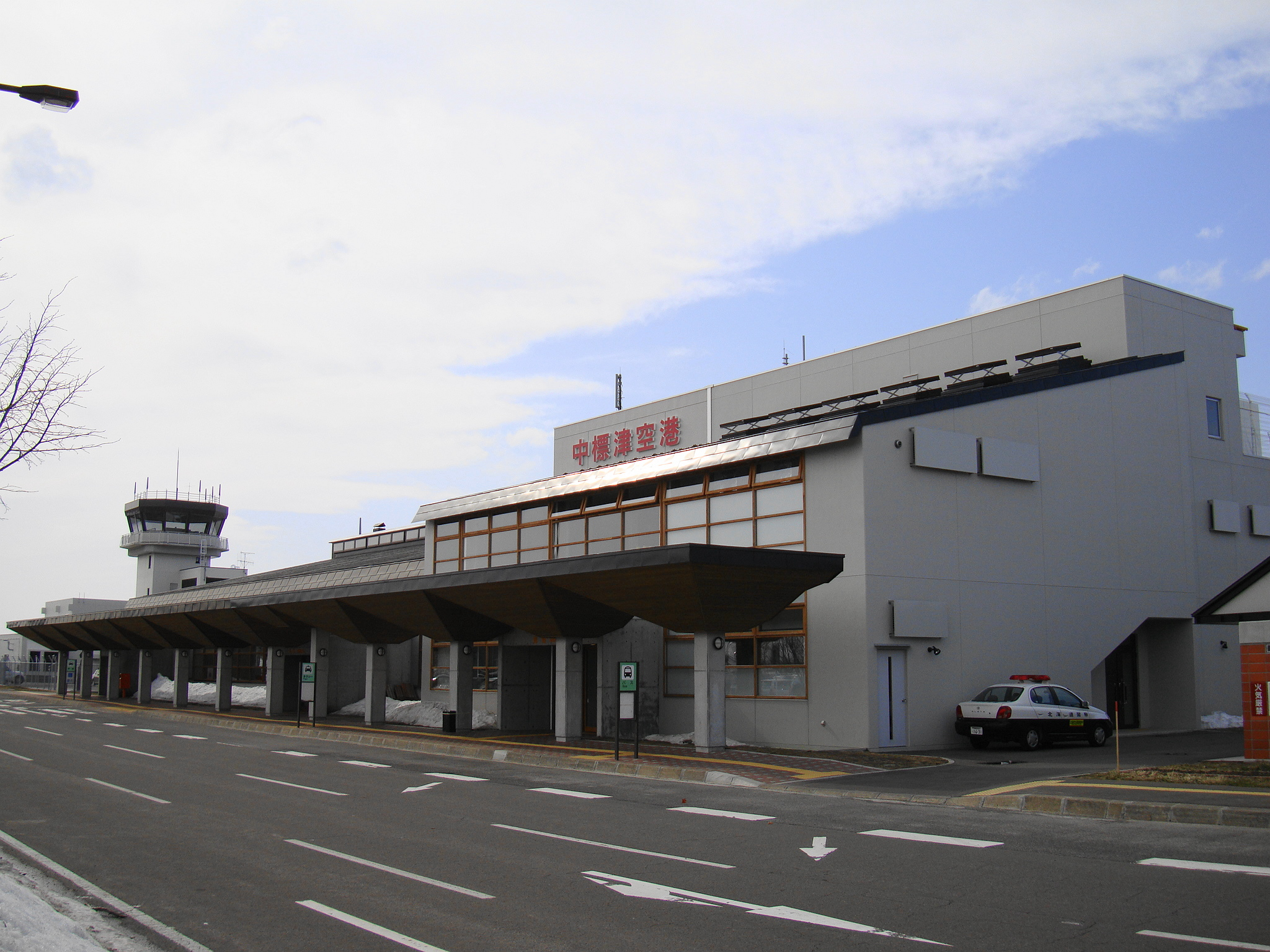
中標津空港

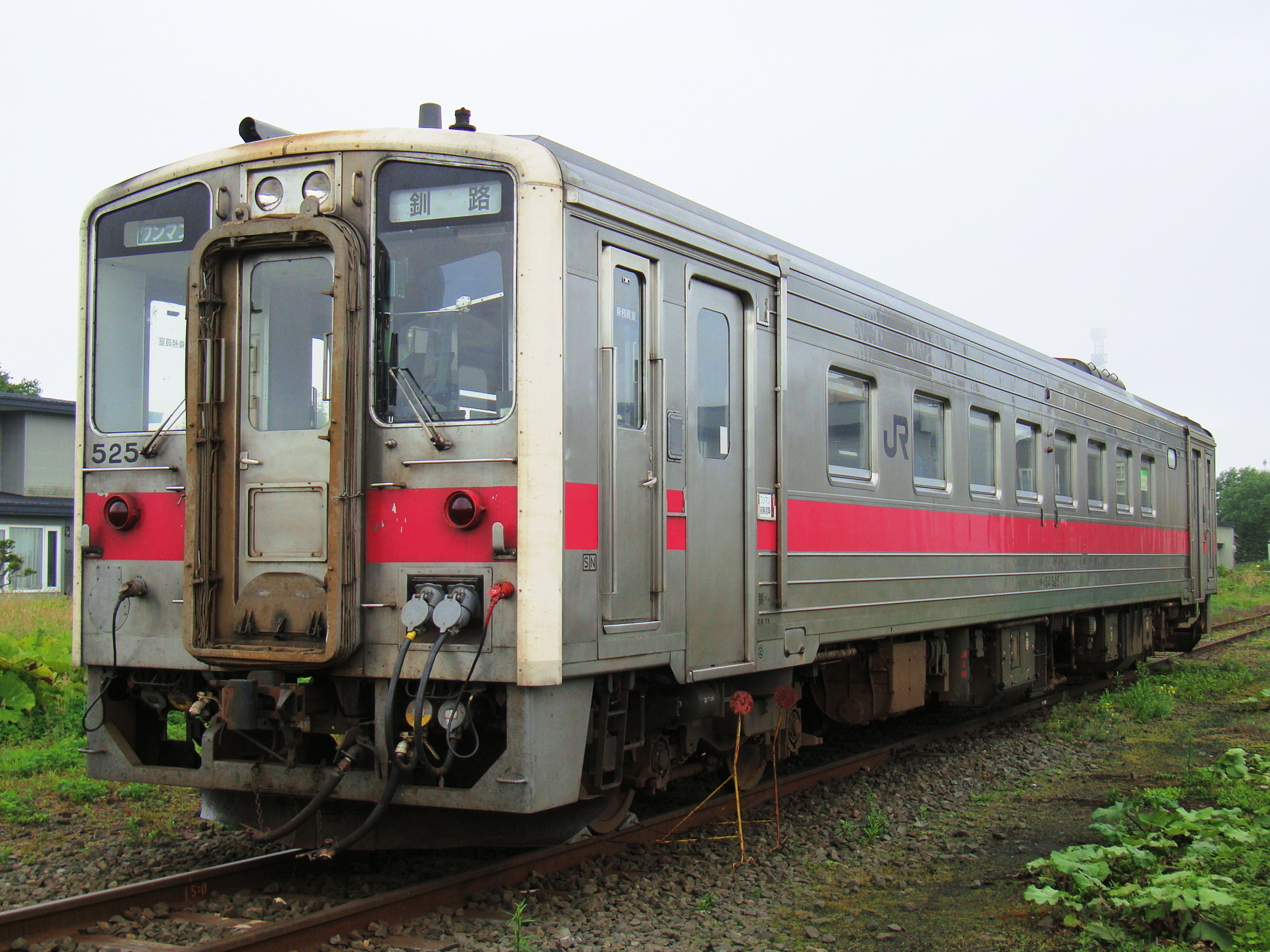
根室本線（花咲線）
ノサップ

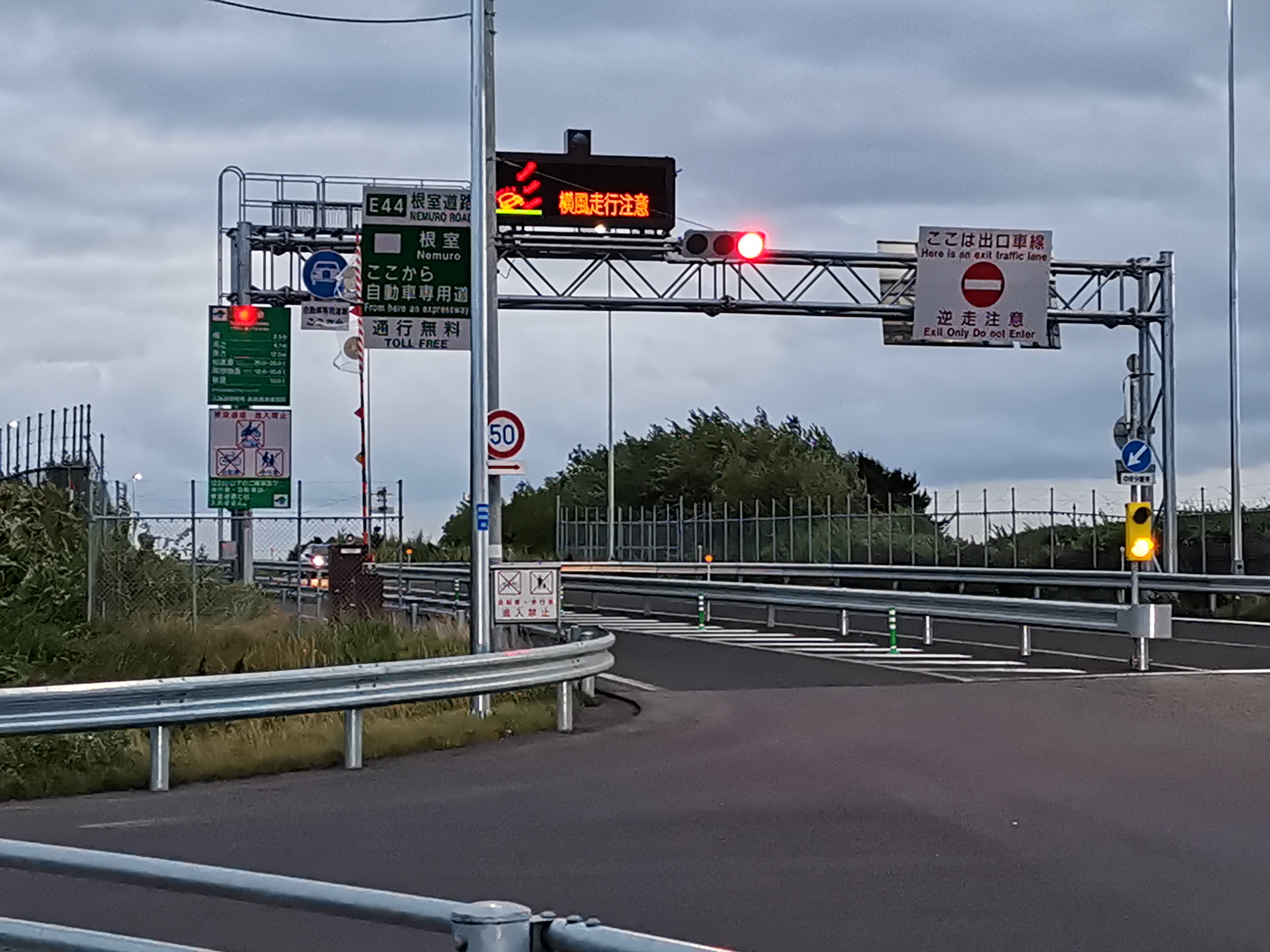
根室道路 根室IC

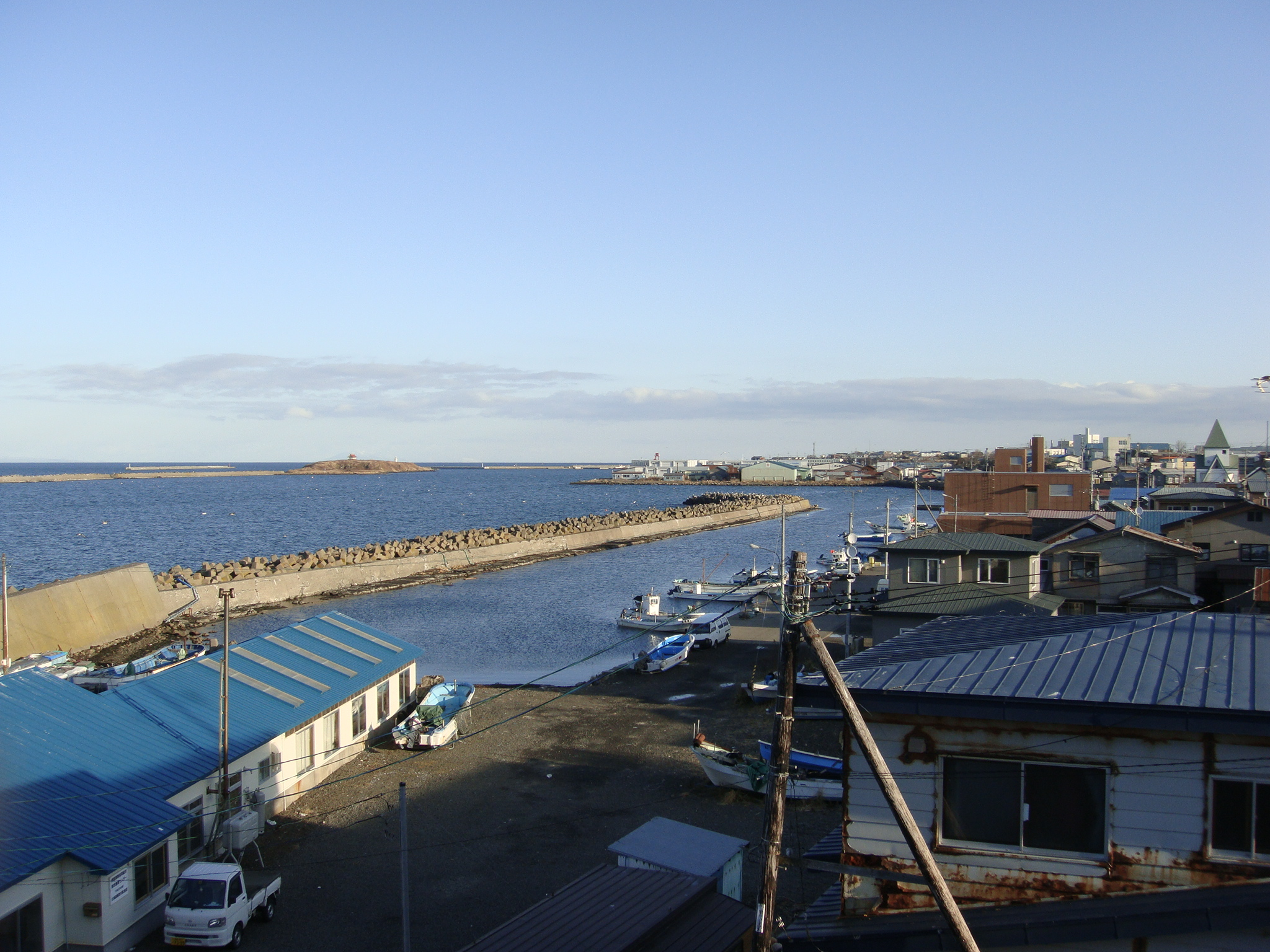
根室港

### 空路

#### 空港
- 中標津空港

#### 航空路線
全日本空輸（ANA）
- 中標津空港 - 羽田国際空港
- 中標津空港 - 新千歳空港

### 鉄道

#### 鉄道路線
北海道旅客鉄道（JR北海道）
- 根室本線（花咲線）

### 道路

#### 高速道路
- E44 根室道路（北海道横断自動車道根室線）

#### 国道
- 国道44号
- 国道243号
- 国道244号
- 国道272号
- 国道334号
- 国道335号

#### 道道
主要地方道
- 北海道道8号根室中標津線
- 北海道道13号中標津標茶線
- 北海道道35号根室半島線
- 北海道道69号中標津空港線
- 北海道道87号知床公園羅臼線
- 北海道道123号別海厚岸線
- 北海道道142号根室浜中釧路線
- 北海道道150号摩周湖中標津線

一般道道
- 北海道道311号中西別計根別線
- 北海道道310号花咲港線
- 北海道道312号根室停車場線
- 北海道道313号根室港線
- 北海道道362号西春別春別停車場線
- 北海道道363号尾岱沼港春別停車場線
- 北海道道364号本別海別海停車場線
- 北海道道423号西春別停車場線
- 北海道道449号別海浜中停車場線
- 北海道道475号風蓮湖公園線
- 北海道道505号養老牛計根別停車場線
- 北海道道669号中標津停車場線
- 北海道道737号標津停車場線
- 北海道道774号川北中標津線
- 北海道道775号上武佐計根別停車場線
- 北海道道780号花咲港温根沼線
- 北海道道813号上風連大別線
- 北海道道830号泉川西春別線
- 北海道道833号俣落西五条線
- 北海道道863号川北茶志骨線
- 北海道道885号養老牛虹別線
- 北海道道928号上風連中西別線
- 北海道道929号中春別床丹線
- 北海道道930号上風連奥行線
- 北海道道953号別当賀酪陽線
- 北海道道950号野付風蓮公園線
- 北海道道951号泉川線
- 北海道道957号大成西春別線
- 北海道道975号開陽川北線
- 北海道道988号貰人姉別原野線
- 北海道道989号豊里歯舞線
- 北海道道994号中春別俵橋線
- 北海道道1064号友知牧之内線
- 北海道道1123号落石港線
- 北海道道1127号初田牛厚床線
- 北海道道1145号薫別川北線

### 道の駅
- 道の駅おだいとう
- 道の駅知床・らうす
- 道の駅スワン44ねむろ

### 航路

#### 港湾
- 根室港（重要港湾）
- 羅臼漁港

## 観光

### 世界的遺産
- 世界自然遺産 知床